# Rajd España 1969
Rajd RACE de España 1969 (17. RACE Rallye de España) – 17 edycja rajdu samochodowego RACE Rallye de España rozgrywanego w Hiszpnii. Rozgrywany był od 16 do 19 października 1969 roku. Była to siódma runda Rajdowych Mistrzostw Europy w roku 1969.

## Klasyfikacja rajdu
| Miejsce                                            | Kierowca                                           | Pilot                                              | Samochód                                           | Czas                                               | Strata                                             |                                                    |
| Klasyfikacja generalna, ERC i mistrzostw Hiszpanii | Klasyfikacja generalna, ERC i mistrzostw Hiszpanii | Klasyfikacja generalna, ERC i mistrzostw Hiszpanii | Klasyfikacja generalna, ERC i mistrzostw Hiszpanii | Klasyfikacja generalna, ERC i mistrzostw Hiszpanii | Klasyfikacja generalna, ERC i mistrzostw Hiszpanii | Klasyfikacja generalna, ERC i mistrzostw Hiszpanii |
| -------------------------------------------------- | -------------------------------------------------- | -------------------------------------------------- | -------------------------------------------------- | -------------------------------------------------- | -------------------------------------------------- | -------------------------------------------------- |
| 1.                                                 | Harry Källström                                    | Gunnar Häggbom                                     | Lancia Fulvia 1.6 Coupé HF                         | 3:26:11                                            | 0.0                                                |                                                    |
| 2.                                                 | Gilbert Staepelaere                                | André Aerts                                        | Ford Escort Twin Cam                               | 3:27:08                                            | +56                                                |                                                    |
| 3.                                                 | Raffaele Pinto                                     | Arnaldo Bernacchini                                | Lancia Fulvia 1.6 Coupé HF                         | 3:34:34                                            | +8:22                                              |                                                    |
| 4.                                                 | Alberto Ruiz-Giménez                               | Jaime Segovia                                      | Lancia Fulvia 1.3 Coupé HF                         | 3:45:44                                            | +19:32                                             |                                                    |
| 5.                                                 | Noël Van Assche                                    | Dejonghe                                           | BMW 2002                                           | 3:47:54                                            | +21:42                                             |                                                    |
| 6.                                                 | Chris Tuerlinckx                                   | Etienne Stalpaert                                  | Opel Commodore GS                                  | 3:49:37                                            | +23:25                                             |                                                    |
| 7.                                                 | José Manuel Lencina                                | Angel Luis Caballero                               | Lancia Fulvia 1.3 Coupé HF                         | 3:50:59                                            | +24:47                                             |                                                    |
| 8.                                                 | Kurt Simonsen                                      | Arne Henriksson                                    | Opel Kadett                                        | 3:52:46                                            | +26:34                                             |                                                    |
| 9.                                                 | Lucas Sainz                                        | Emilio Rodríguez Zapico                            | Renault 8 Gordini                                  | 3:54:41                                            | +28:29                                             |                                                    |
| 10.                                                | Claes Billstam                                     | Synnove Billstam                                   | Opel Kadett Rallye                                 | 3:57:41                                            | +31:29                                             |                                                    |